# Miguel Angel Lecumberri Erburu
Miguel Angel Lecumberri Erburu O.C.D. (* 21. Mai 1924 in Arazuri in der Provinz Navarra, Spanien; † 14. März 2007) war Titularbischof von Lambiridi und Apostolischer Vikar von Tumaco in Kolumbien.
Miguel Angel Lecumberri Erburu trat der Ordensgemeinschaft der Karmeliter (Unbeschuhten Karmeliten O.C.D.) bei und empfing am 29. Juni 1948 die Priesterweihe. 1966 wurde er von Paul VI. zum Apostolischen Vikar von Tumaco bestellt und zum Titularbischof von Lambiridi ernannt. 1990 wurde seinem Rücktrittsgesuch von Johannes Paul II. stattgegeben.